# Billy Eckstine
Billy Eckstine (Pittsburgh, 1914. július 8. – Pittsburgh, 1993. március 8.) amerikai dzsessz- és popénekes, multiinstrumentalista; zenekarvezető.

## Pályafutása
Apja, William Eckstein sofőr volt, anyja, Charlotte Eckstein pedig varrónő. Nővére középiskolai tanár volt.
A Peabody High School középiskolába járt, majd Washingtonba költözött. Iskolái között volt az Armstrong High School, a St. Paul Normal and Industrial School. Járt ugyan a Howard Egyetemre is, de miután első helyet nyert egy amatőr tehetségkutató versenyen, nem fejezte már be.
A szvingkorszak jelentős muzsikusa volt. Az 1940-es években lett igen sikeres. 1943-ig a  Earl Hines zenekarában dolgozott. Szólistaként önálló énekelt is, majd Dizzy Gillespie tanácsára megalapította saját zenekarát. Ez 1944 és 1947 között működött.
1944-ben alakította meg big bandjét. Zenekarában gyakran játszott Dizzy Gillespie, Dexter Gordon, Miles Davis, Art Blakey, Charlie Parker, Fats Navarro, Tadd Dameron, Gil Fuller, és persze Sarah Vaughan.
Eckstine Earl Hines big bandjében talált rá Sarah Vaughanra.
A zenekar híres zenészei között volt Gene Ammons, Dexter Gordon, Lucky Thompson, Charlie Parker, Wardell Gray, Budd Johnson, Leo Parker, Dizzy Gillespie, Miles Davis, Kenny Dorham, Fats Navarro, Art Blakey; és Lena Horne, Sarah Vaughan, énekesek.

## Lemezválogatás
- 1946: Gloomy Sunday (Vogue, 1946/47)
- 1950: Billy Eckstine Sings (Savoy)
- 1952: Tenderly (MGM)
- 1954: Blues for Sale (EmArcy)
- 1954: Favorites, I Let a Song Go Out of My Heart, Songs by Billy Eckstine (MGM), The Great Mr. B (King),The Love Songs of Mr. B (EmArcy)
- 1955: I Surrender, Dear (EmArcy), Mister B with a Beat (MGM), Rendezvous (MGM), That Old Feeling (MGM)
- 1958: Billy's Best! (Mercury), Billy Eckstine's Imagination (EmArcy), Imagination (EmArcy)
- 1959: Basie and Eckstine, Inc. (Roulette), Billy and Sarah (Lion)
- 1960: No Cover, No Minimum (Roulette), Once More With Feeling (Roulette)
- 1961: At Basin St. East [live] (EmArcy), Billy Eckstine & Sarah Vaughan Sing Irving Berlin (Mercury)
- 1961: Billy Eckstine and Quincy Jones (Mercury),  Broadway, Bongos and Mr. B (Mercury)
- 1962: Don't Worry 'bout Me (Mercury)
- 1965: Prime of My Life (Motown)
- 1966: My Way (Motown)
- 1969: For Love of Ivy (Motown)
- 1971: Feel the Warm (Enterprise), Moment (Capitol)
- 1972: Senior Soul (Enterprise)
- 1974: If She Walked into My Life (Enterprise)
- 1978: Memento Brasiliero – (Portuguese)
- 1984: I Am a Singer (Kimbo)
- 1986: Billy Eckstine Sings with Benny Carter (Verve)

## Díjak

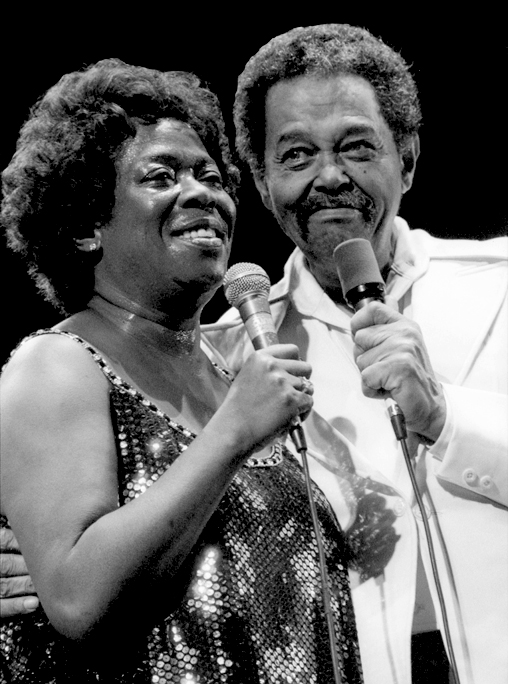
Sarah Vaughan és Billy Eckstine

- 1987: Grammy-díj
- Grammy Lifetime Achievement Award